# Reinhold Hentschke
Reinhold Hentschke (* 25. Mai 1899 in Neundorf; † 6. Dezember 1984) war ein deutscher Politiker (SED). Er war von 1946 bis 1950 Abgeordneter des Sächsischen Landtags.

## Leben
Hentschke erlernte den Beruf des Dachdeckers. Er trat 1913 der sozialistischen Jugendorganisation bei, wurde 1918 Mitglied des  Spartakusbundes und im Januar 1919 der KPD. Er war Politischer Leiter der KPD-Ortsgruppe Oberseifersdorf und Mitglied der Unterbezirksleitung Zittau.
Nach Hitlers Machtergreifung leistete er illegale Widerstandsarbeit. Im Jahr 1934 emigrierte er mit seinem Sohn Herbert Hentschke in die Sowjetunion. Von 1934 bis 1936 besuchte er die Internationale Lenin-Schule in Moskau und anschließend bis Februar 1937 einen Offizierslehrgang in Rjasan. Im März 1937 begab er sich unter dem Decknamen „Herbert Wolter“ mit Heinz Hoffmann über Schweden, Dänemark, Holland und Frankreich nach Spanien und nahm auf Seiten der Republikaner am Spanischen Bürgerkrieg teil. Er wurde einer andalusischen Partisaneneinheit zugeteilt, die im Hinterland der Putschisten kämpfte. Im Herbst 1937 wurde er Sekretär der Parteiorganisation der XI. Internationalen Brigade. Ab Januar 1939 war er illegal in Frankreich und Holland tätig. 1940 wurde er verhaftet, 1941 zu 15 Jahren Zuchthaus verurteilt und bis Kriegsende im KZ Mauthausen inhaftiert.
Nach seiner Befreiung wurde er 1945 wieder Mitglied der KPD und arbeitete von Juli 1945 bis April 1946 in der Chemnitzer Parteiorganisation. Ab 1946 Mitglied der Sozialistischen Einheitspartei Deutschlands (SED) war er von April 1946 bis 1947 Sekretär der SED-Kreisleitung Chemnitz. Gleichzeitig war er von April 1946 bis August 1952 Mitglied des SED-Landesvorstandes Sachsen und gehörte von 1947 bis 1950 dem Sekretariat des SED-Landesvorstandes an. Von Dezember 1946 bis Oktober 1950 gehörte er als Mitglied der SED-Fraktion dem Sächsischen Landtag an (Nachrücker für August Friedel). Im Landtag war er ab Januar 1950 Vorsitzender des Ausschusses für Landwirtschaft (Nachfolger von Alfred Ihle). Von 1950 bis August 1952 fungierte er als Leiter einer Hauptabteilung im Ministerium für Landwirtschaft des Landes Sachsen. Anschließend übte er leitende Funktionen in der Deutschen Volkspolizei (DVP) aus. 1953 war er zeitweilig 1. Sekretär der Bezirksleitung Rostock der GST. Ab 1954 war er in Berlin in der Verwaltung der DVP und ab 1956 in der NVA im Rang eines Oberstleutnants tätig. Er war langjähriger Generalsekretär des Deutschen Schützenverbandes.
Hentschke lebte zuletzt in Dresden und starb im Alter von 85 Jahren.

## Auszeichnungen
- 1956  Hans-Beimler-Medaille
- 1957  Vaterländischer Verdienstorden in Bronze, 1959 in Silber und 1979 in Gold
- 1984  Karl-Marx-Orden
- Kampforden „Für Verdienste um Volk und Vaterland“